# Хаџи Бејлик
Хаџи Бејлик (грч. Άνω Βυρώνεια, Ано Виронија) је насељено место у општини Синтика у периферији Средишња Македонија, Грчка. Према попису из 2021. године било је без становника.
Према бугарском географу и историчару, Василу Канчову, у Хаџи Бејлику је 1900. године живело 650 Словена хришћана. Током Другог балканског рата село је настрадало и део мештана је избегао, тако је после рата остало 306 житеља. Од 1923. до 1924. године принудно је исељено око 70 словенских породица у Бугарску (300 особа) а на њихово место је насељено 185 грчких избегличких породица, укупно 679 особа. На попису из 1928. године Хаџи Бејлик је имао 882 становника, од чега су Грци били већина. Шездесетих година 20. века поред железничке станице Хаџи Бејлик поднигнуто је насеље Виронија у које се преселио део мештана.